# Рочняк Олександр
Олекса́ндр Рочня́к (1 січня 1867, Суховоля Замістського повіту — після 1944) — український правник, громадський і церковний діяч на Холмщині у 1920–1944 роках, суддя в Замості, діяч товариства «Рідна Хата», член ЦК УНДО, у 1939—1940 голова Українського Комітету у Замості.

## Біографія
Олександр Рочняк народився 1 січня 1867 року в Суховолі Замістського повіту в селянській сім'ї. Закінчивши початкову школу та Замістську гімназію, вступив на юридичний факультет Петербурзького університету, який закінчив 1894 року. В 1911—1915 роках працював суддею Замістського повітового суду.
Один із засновників у 1927 р. Українського кооперативного банку з обмеженою відповідальністю «Українбанк», голова наглядової ради Союзу українських кооператив на Холмщині.
Влітку 1939 р. був заарештований польською владою як член делегації, вибраної у липні 1938 р. для передання уряду Польщі меморіалу в справі руйнування православних церков на Холмщині та Південному Підляшші.